# Volksschädling
Volksschädling ist eine Tiermetapher, die seit 1896 in der Literatur Erwähnung findet und Anfang des 20. Jahrhunderts zunächst in unterschiedlichen Zusammenhängen gebraucht wurde. Bekanntheit erlangte sie als Bezeichnung für Menschen, die aufgrund ihres als nonkonform angesehenen Verhaltens als „schädigende Organismen“ charakterisiert werden, meist in der Absicht, sie als Ungeziefer zu verunglimpfen und gezielt zu entmenschlichen.
In der sogenannten Kampfzeit der NSDAP wurden damit „Schieber und Wucherer“ bezeichnet und ab 1930 wurde der Begriff auch für angebliche Volks- und Landesverräter benutzt. Er ist ein Beispiel, wie Nationalsozialistische Propaganda in die Sprache der Gerichtsbarkeit eingegangen ist.

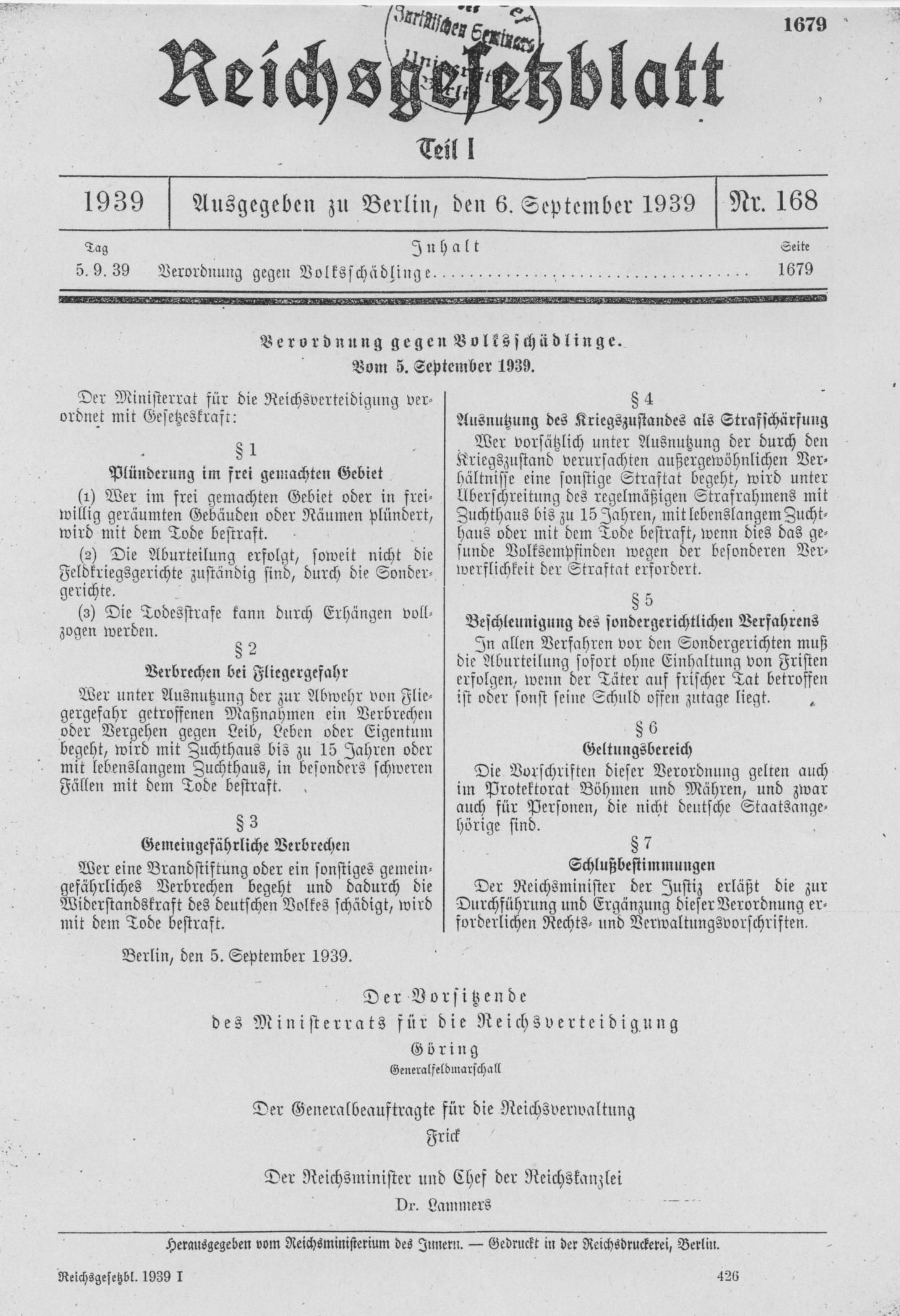
Seite 1679 aus dem Reichsgesetzblatt I mit der Verordnung gegen Volksschädlinge vom 5. September 1939

Ab 1939 wurde die Bezeichnung durch die Volksschädlingsverordnung vom 5. September 1939 zum Rechtsbegriff. Nach § 4 dieser Verordnung galt derjenige als Volksschädling, der „vorsätzlich unter Ausnutzung der durch den Kriegszustand verursachten außergewöhnlichen Verhältnisse eine Straftat begeht“. In diesem Falle wurde „unter Überschreitung des regelmäßigen Strafrahmens mit Zuchthaus bis zu 15 Jahren, mit lebenslangem Zuchthaus oder mit dem Tode bestraft, wenn dies das gesunde Volksempfinden wegen der besonderen Verwerflichkeit der Straftat“ erforderte.
Der damalige preußische Justizstaatssekretär Roland Freisler schrieb hierzu in der juristischen Fachzeitschrift Deutsche Justiz, 1939, S. 1450: 

„Vier Tatbestände stellt die Verordnung an die Spitze, es handelt sich um mehr als Tatbestände, es sind plastische Verbrecherbilder:
1. das des Plünderers,
2. das des feigen Meintäters,
3. das des gemeingefährlichen Saboteurs,
4. das des Wirtschaftssaboteurs.“

Der Inhalt des Begriffs des Volksschädlings, der in der Verordnung nicht abschließend definiert war, erweiterte sich im Laufe der nationalsozialistischen Rechtspraxis zunehmend und wurde kurz vor Kriegsende in erster Linie auf Deserteure bezogen. Victor Klemperer berichtet von einer Gruppe der Feldgendarmerie, die im März 1945 eine Armbinde mit der Aufschrift „Volksschädlingsbekämpfer“ trugen.
Die Bearbeitung von Anklagen, die auf diese Verordnung Bezug nahmen, war vor allem den Sondergerichten zugewiesen. Während des Krieges wurde die Kompetenz der Sondergerichte auch auf normale Delikte ausgedehnt, sodass nun gegen „Staats-“ oder „Reichsfeinde“ (politische Variante) oder „Volksschädlinge“ (allgemeine Variante), sofern diese auch „gefährliche Gewohnheitsverbrecher“ waren, auf Sicherungsverwahrung erkannt werden konnte.